# Dornheim (Hessen)
Dornheim is een plaats in de Duitse gemeente Groß-Gerau, deelstaat Hessen, en telt 4882 inwoners (2002).